# Роды у человека

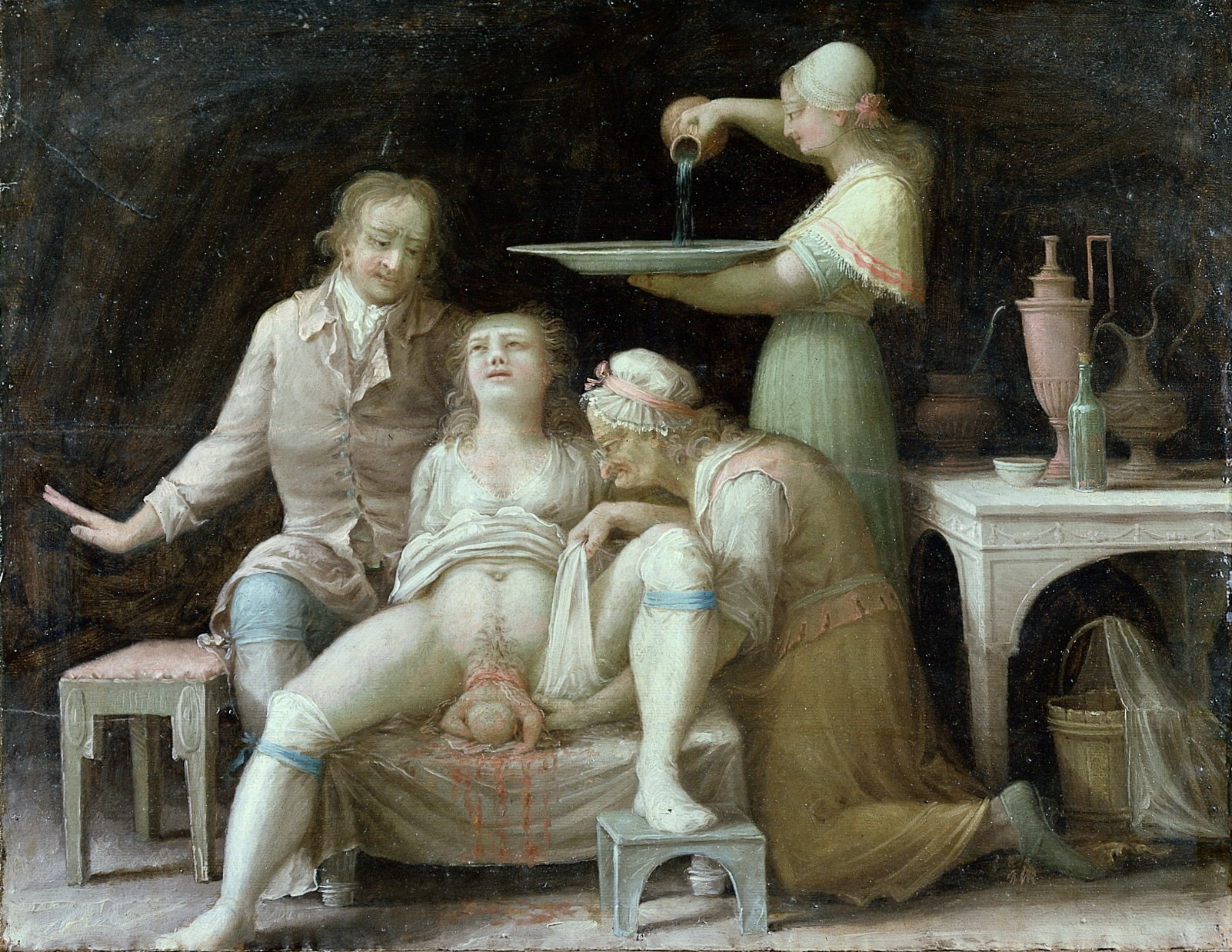
Роды у женщины на картине маслом неизвестного французского (?) живописца XIX века

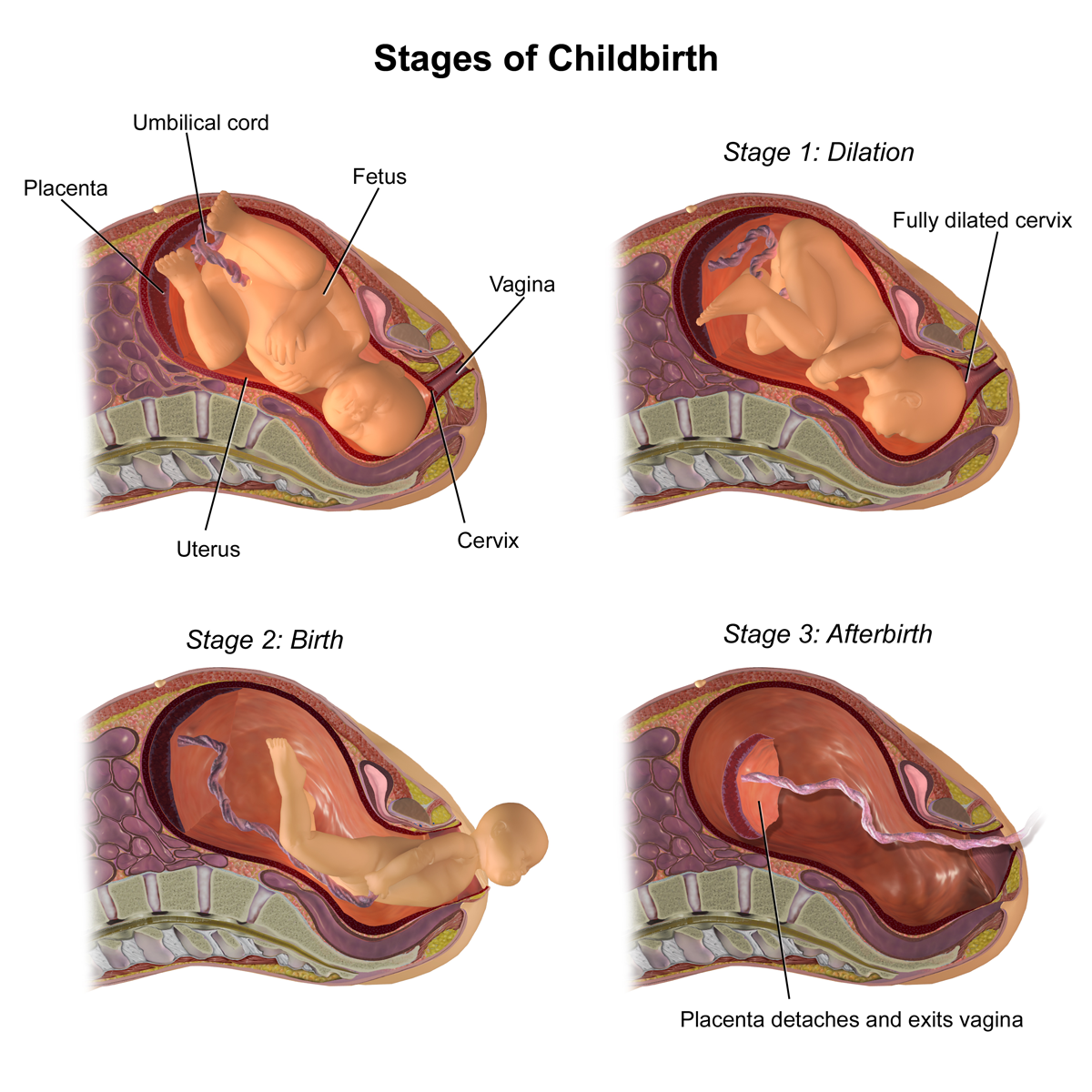
Стадии родов

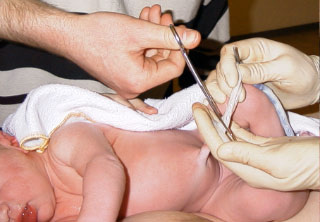
Пересечение пуповины новорождённого

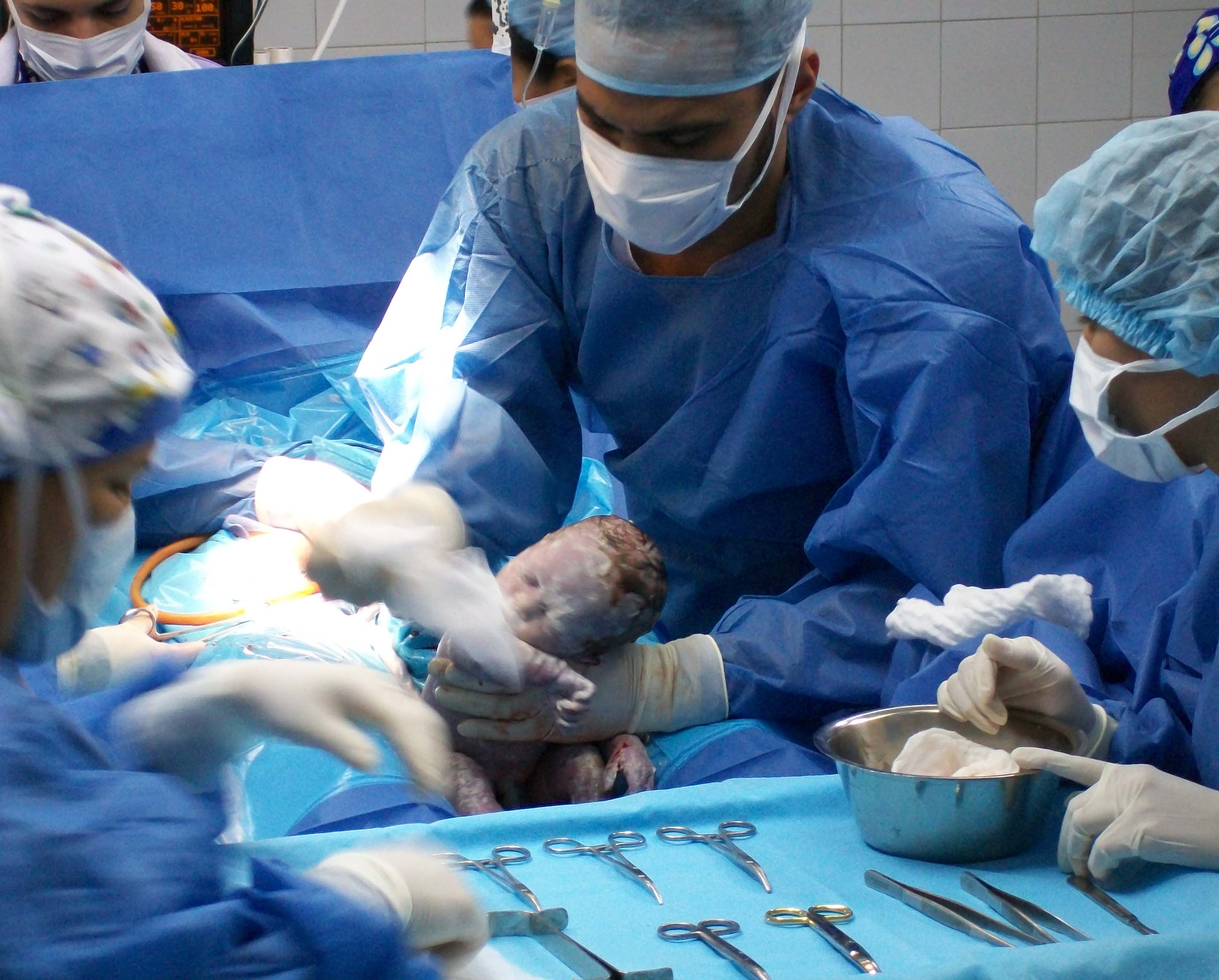
Оперативные роды путём Кесарева сечения

Ро́ды у челове́ка — естественный физиологический процесс, завершающий беременность человека и заключающийся в появлении схваток, отхождении околоплодных вод, раскрытии шейки матки, конфигурации головки плода, продвижении плода по родовому каналу и в его выходе вместе с последом. Плод может быть извлечен из матки искусственно путем операции кесарева сечения.
Роже́ницей называется беременная, находящаяся в родах, а роди́льницей — женщина, которая уже (только что, недавно) родила.

## Родовспоможение
Оказание медицинской помощи женщине в родах (родовспоможение) осуществляют акушеры (акушерки).
Акушерство как наука представляет собой область клинической медицины. Предмет изучения акушерства — физиологические и патологические процессы, связанные с зачатием, беременностью, родами и послеродовым периодом. Учёные-акушеры разрабатывают методы родовспоможения, профилактики осложнений родового процесса и медицинской помощи женщине, плоду и новорожденному.
Один из методов, применяемых при родовспоможении — стимуляция (индукция) родовой деятельности. В XXI веке зачастую такая стимуляция осуществляется без медицинских показаний. При этом индукция влечёт повышенный риск осложнений у матери и новорожденного по сравнению со спонтанными (естественными) родами. Кроме того, есть наблюдение о повышенной частоте ОРВИ у детей, рождённых с использованием стимуляции родовой деятельности.

## Своевременные роды
Роды в срок — роды, которые состоялись в период, близкий к предположительной дате родов (ПДР) с 37 полной недели до окончания 42-й недели беременности (260—293 суток). Различают также преждевременные роды (до срока) и запоздалые (после срока).

## Продолжительность родов
Нормальная продолжительность родов может незначительно меняться. Как правило, вторые и последующие роды проходят быстрее первых.
- У первородящих в среднем около 9—11 часов.
- У повторнородящих в среднем около 6—8 часов.
- Если роды закончились в период 4—6 часов у первородящих (2—4 часов у повторнородящих), то эти роды называются быстрыми. Если роды закончились менее чем за 4 часа у первородящих (2 часов у повторнородящих), то эти роды называют стремительными.

## Признаки и симптомы
Начало родов определяется двумя событиями: появлением схваток и (или) отхождением вод. Причем, часть родов начинается с появления схваток, часть с отхождения вод, иногда эти события приходят одновременно.
Наиболее заметным признаком приближения родов является сильная сократительная волна мышц матки (схватки), которые перемещают плод вниз по родовым путям. Боль во время схваток описывается как напоминающая очень сильные менструальные боли. В этот момент крайне важна психологическая поддержка и своевременная медицинская помощь.
У некоторых женщин возможны ложные схватки.

## Периоды родов
Началом родов считается появление регулярной родовой деятельности (родовых схваток).
Различают три периода родов: первый период (раскрытия), второй (изгнания), третий (последовый).

### Раскрытие шейки матки
Начавшиеся схватки ведут к раскрытию шейки матки. Также характерна ретракция мышечных волокон (смещение мышечных волокон относительно друг друга). Схватка начинается в одном из маточных углов, распространяется на тело матки, нижний сегмент.
Шейка матки должна открыться от 2—3 см в начале родовой деятельности до 10—12 см (в зависимости от размеров таза) или так называемого полного открытия. Полное открытие шейки матки (когда шейка не определяется при влагалищном исследовании) есть граница между первым и вторым периодами родов.
Чаще всего в конце первого периода родов вскрывается под действием многих факторов, действующих в родах, плодный пузырь и изливаются околоплодные воды.
Первый период родов подразделяют на две фазы (по скорости раскрытия): латентную (до открытия 4 см) и активную. Скорость раскрытия шейки матки в латентную фазу первого периода родов составляет приблизительно 0,35—0,5 см в час, а в активную — 1—2 см в час. В конце активной фазы I периода скорость раскрытия несколько уменьшается — матка перестраивается для изгнания плода во II периоде. Об этом важно помнить, чтобы не торопиться с постановкой диагноза «слабость родовой деятельности» и назначением утеротонических средств.
Продолжительность периода раскрытия — около 9—12 часов. Как правило, у первородящих он протекает дольше, чем у повторнородящих.

#### Преждевременное излитие околоплодных вод
Преждевременное излитие околоплодных вод — разрыв плодных оболочек и излитие околоплодных вод до начала родовой деятельности. От начала родовой деятельности до открытия шейки матки излитие околоплодных вод называют ранним.

### Изгнание плода

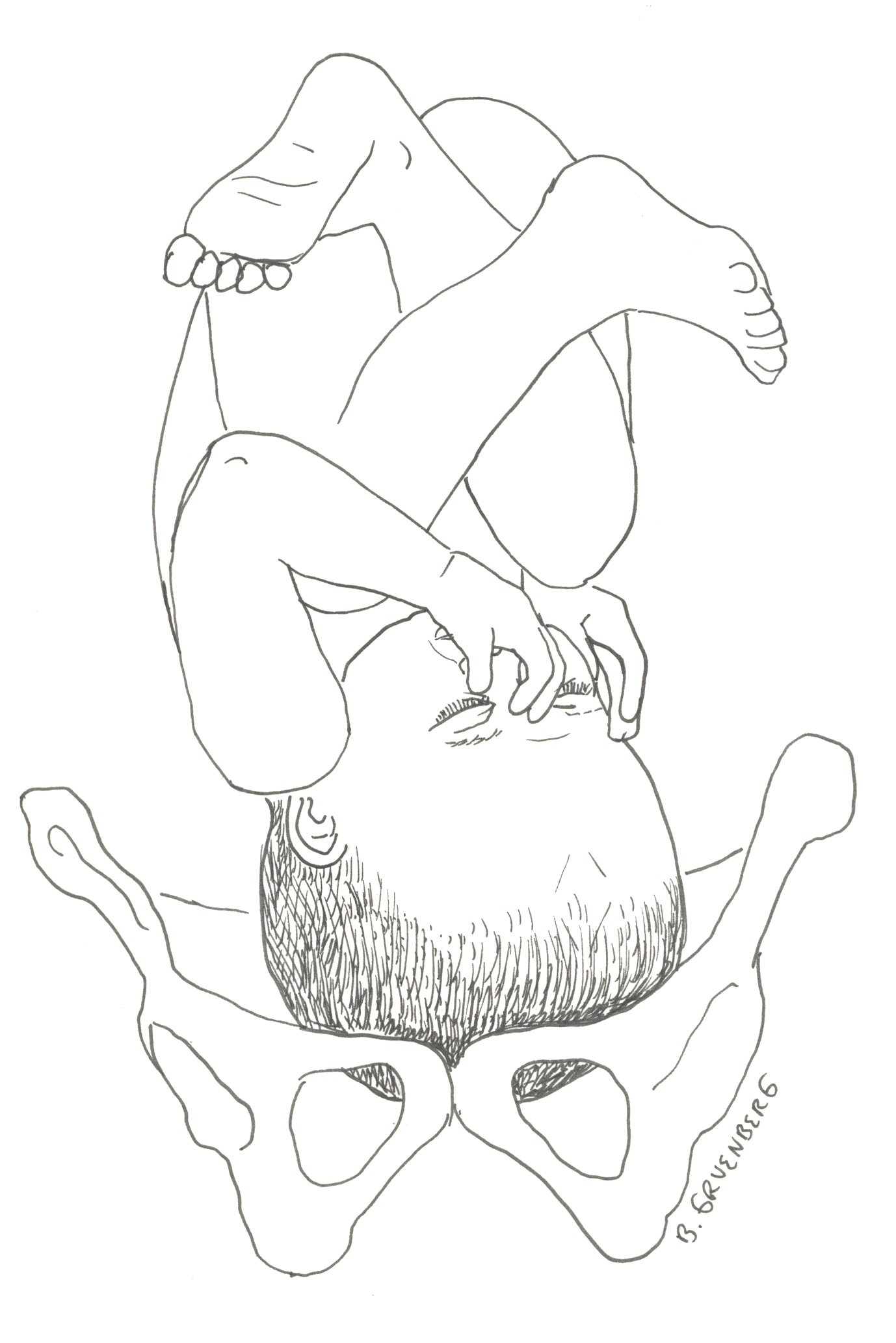
Схематичное изображение. Теменное предлежание, задний вид, II позиция

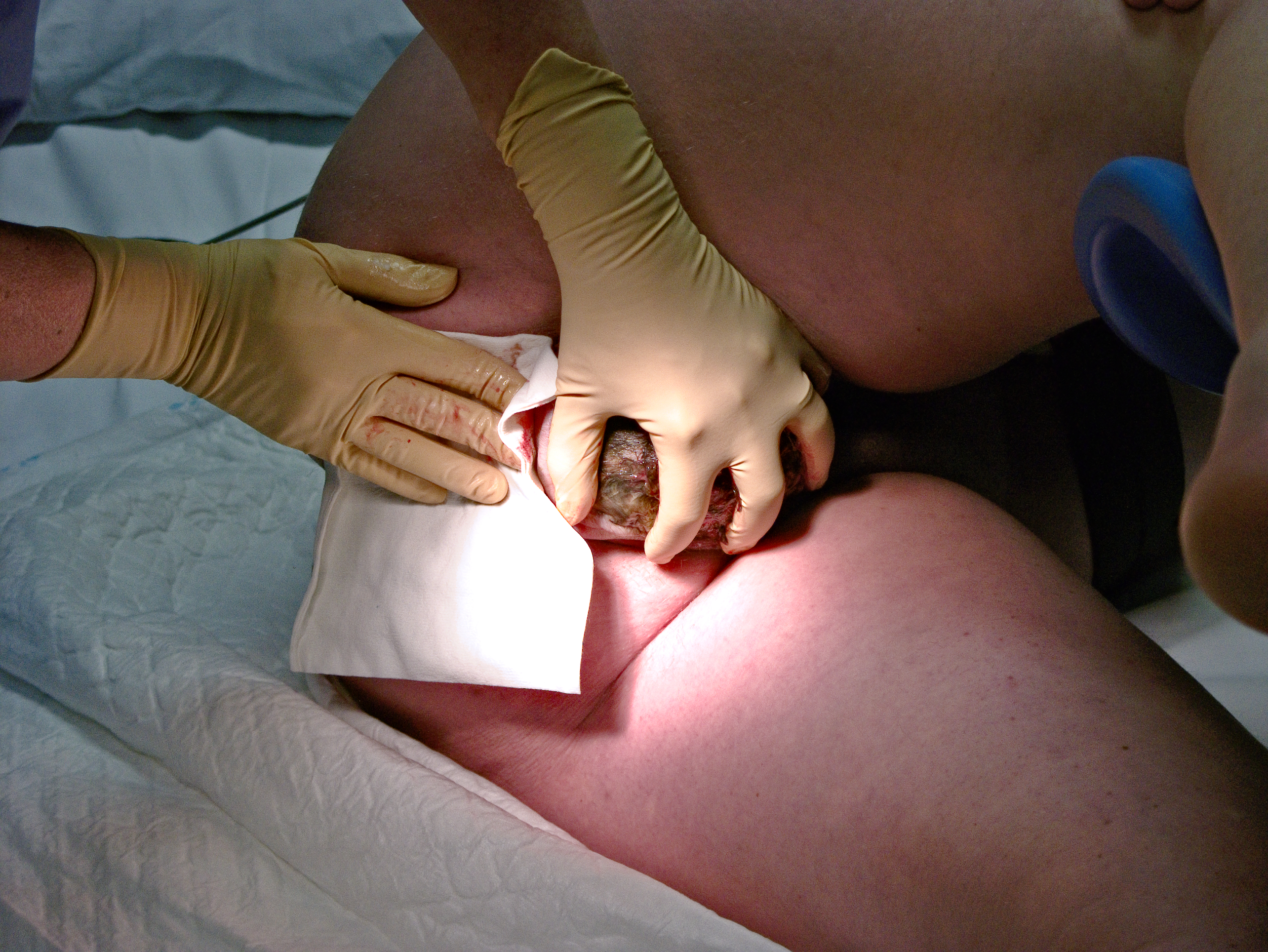
Оказание акушерского пособия при рождении головки при головном предлежании (придерживание головки, сдвигание с неё мягких тканей промежности во избежание их разрыва)

С момента полного открытия шейки матки до рождения плода этот период родов называется периодом извлечения или вторым периодом. Акушеры внутри этого периода выделяют потужной период — когда подключаются произвольные со стороны женщины сокращения диафрагмы и мышц передней брюшной стенки. Плод «совершает» во втором периоде поступательные и вращательные движения (движения плода непроизвольные, за счёт изгоняющих сил матки, препятствия со стороны таза — он имеет на входе вид поперечного овоида, а на выходе — продольного овоида; сопротивления промежности и неравноплечного сочленения шейного отдела позвоночника и черепа). Движения называют биомеханизмом родов и различают моменты, разные в зависимости от предлежания, вида и вставления плода.
Потуги желательно «подключать» к схваткам, когда предлежащая часть завершит внутренний поворот, а ещё лучше при «опускании» предлежащей части на тазовое дно.
У плода различают:
- положение (продольное, поперечное, косое);
- предлежание[англ.]:

головное (затылочное, теменное, лобное, лицевое, подбородочное),
тазовое (чисто ягодичное, смешанное ягодичное и варианты ножного),
плечевое (при запущенном в роды поперечном положении плода);
- вид (отношение спинки плода к передней брюшной стенке матери — передний или задний);
- позицию (I или II в зависимости от направления спинки к левой или правой боковой стенке матки, при косом или поперечном положении плода — в зависимости от направления головки).

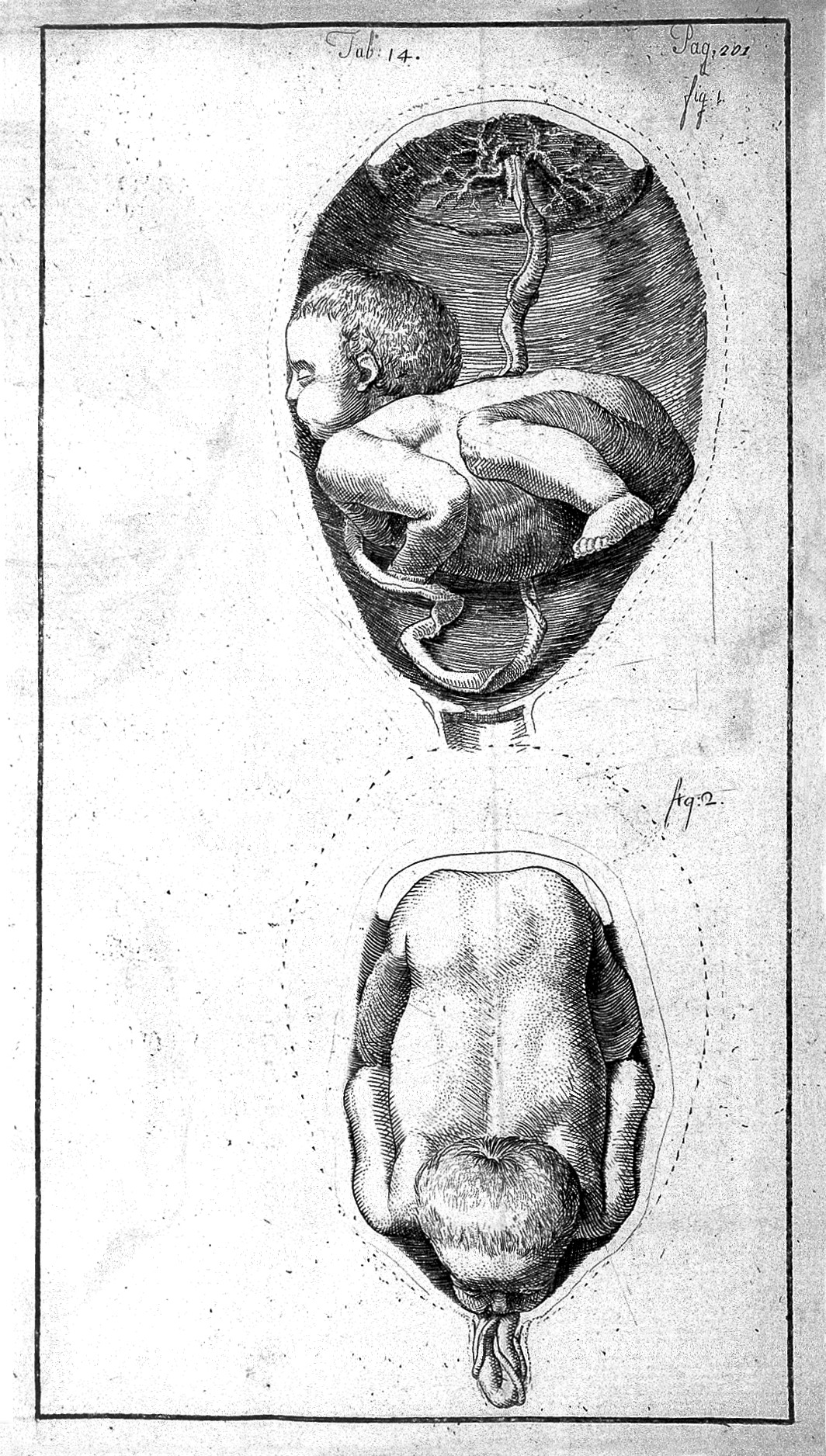
Рисунки с поперечным положением плода и с подбородочным предлежанием

У предлежащей части различают опознавательные точки, по которым судят о физиологическом или патологическом течении родов. У головки это стреловидный шов (между теменными костями черепа) и малый и большой роднички (место стыка трёх или четырёх костей свода черепа). В случае ягодичного предлежания различают опознавательные точки — межвертельный размер и крестец плода. Опознавательные точки предлежащей части плода рассматривают в отношении к размерам, частям и плоскостям малого таза женщины.
Во втором периоде женщине оказывается пособие по защите промежности от разрыва. Это пособие широко использовалось, когда нужно было, чтобы женщина могла вскоре после родов возобновить трудовую деятельность. Сейчас некоторые элементы защиты промежности не потеряли свою актуальность как фактор, предотвращающий родовой травматизм женщины. Чрезмерное увлечение защитой промежности приводит к родовой травме плода. Иногда используют хирургический надрез промежности — перинео- или эпизиотомия. Ранее этой операцией часто злоупотребляли, что вошло в категорию действий, называемых «акушерская агрессия». В современном акушерстве считается правильным применение эпизиотомии исключительно в случае страдания плода для экстренного окончания родов.

### Последовый

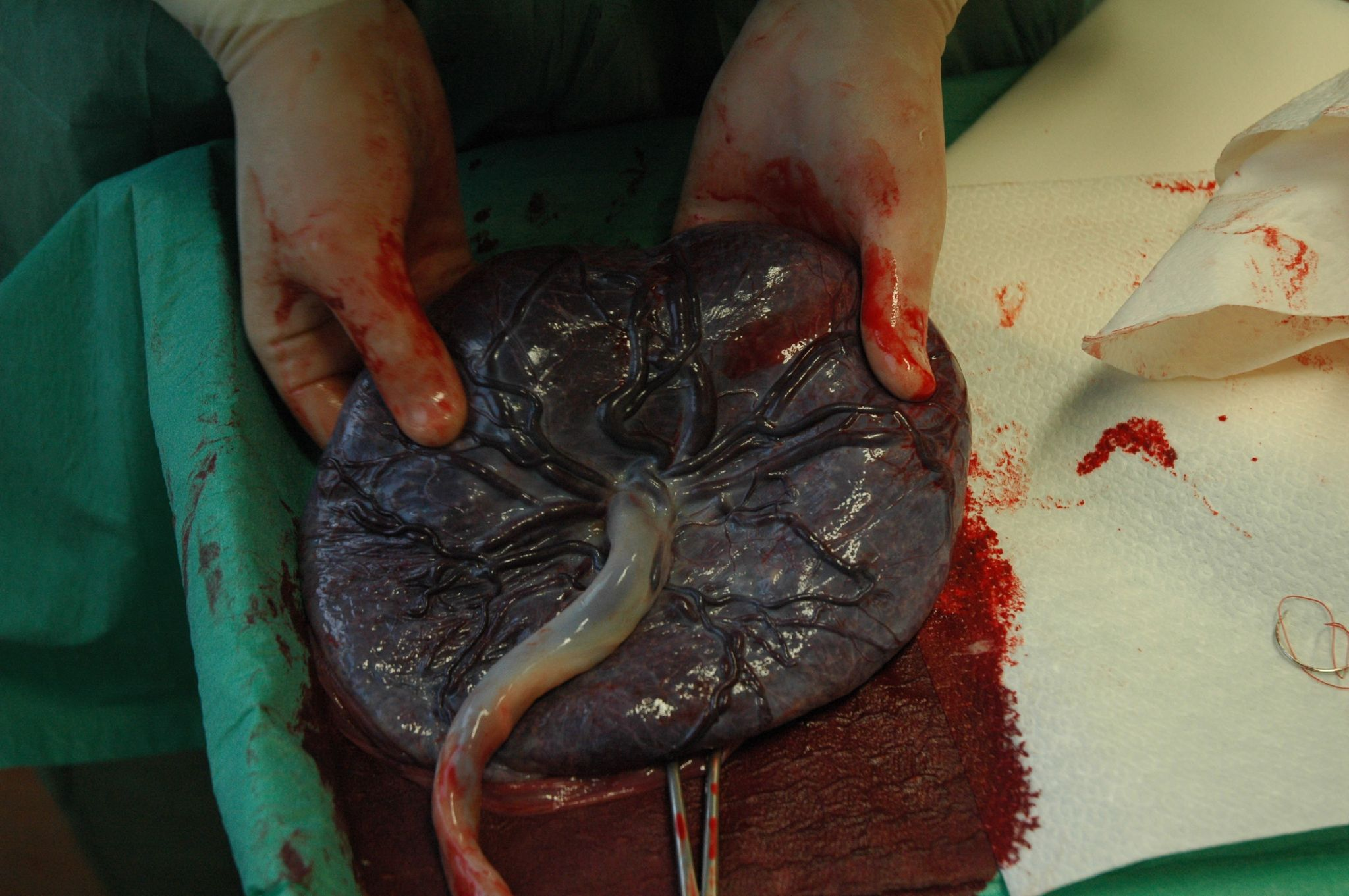
Плацента вывернута внутренней стороной (плодной) наружу

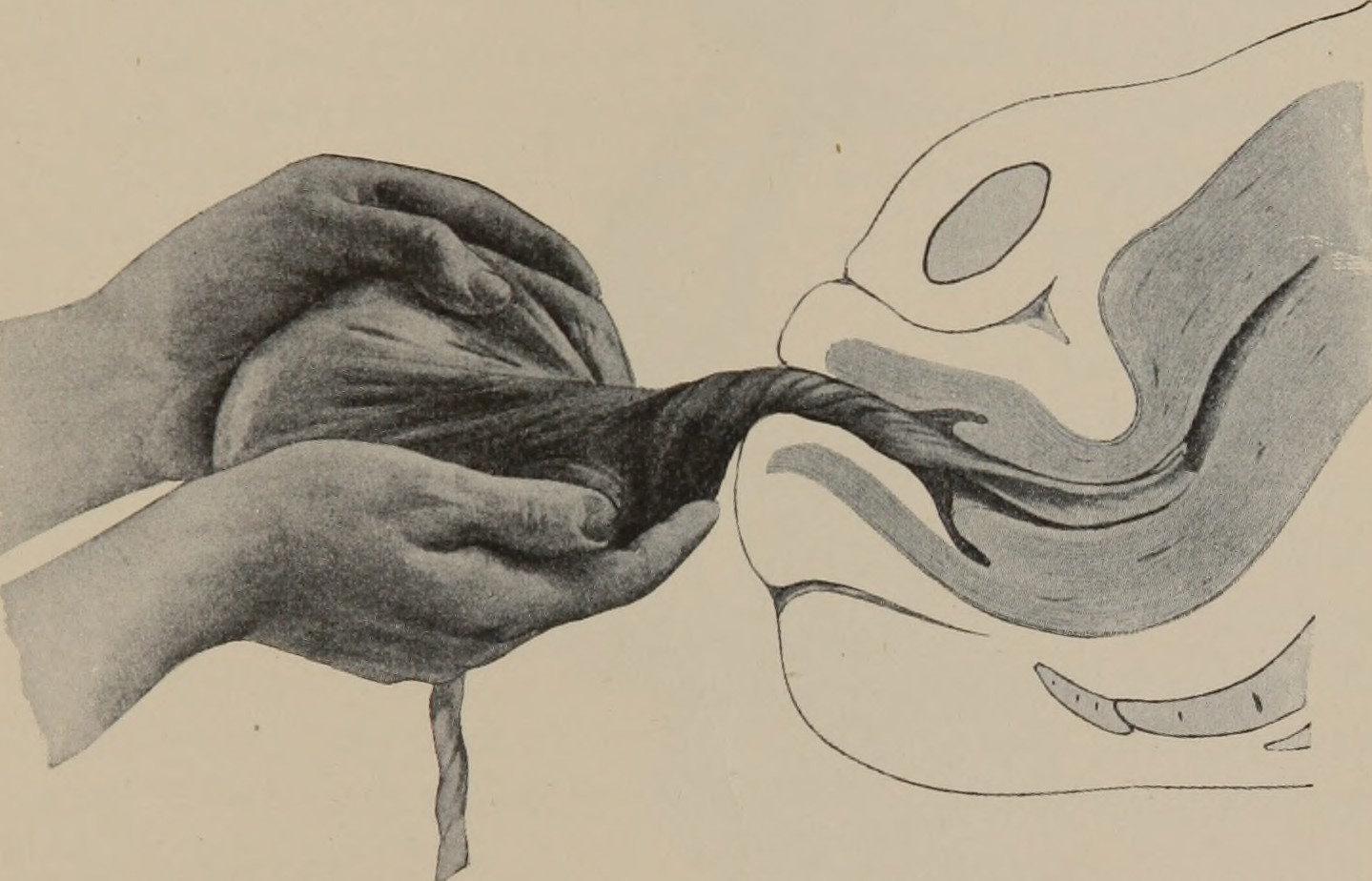
Оказание акушерского пособия при рождении плодных оболочек последа (лёгкое скручивание без потягивания)

Последовый период начинается с момента рождения плода и заканчивается рождением последа. Послед состоит из плаценты, пуповины и плодных оболочек.
В третьем периоде происходят два процесса: отделение (отслойка) последа и выделение (рождение) последа.
Если роды происходят в роддоме, его длительность определяется 30 минутами.
С целью контроля физиологического течения третьего периода в практике используют признаки отделения последа. В случае наличия признаков отделения последа, но задержки последа в матке, применяют приёмы по выделению последа.
С рождением последа роды считают закончившимися и начинается послеродовой период, длящийся 42 дня, из них первые 2—4 часа — ранний послеродовой период.

## Биомеханизм родов

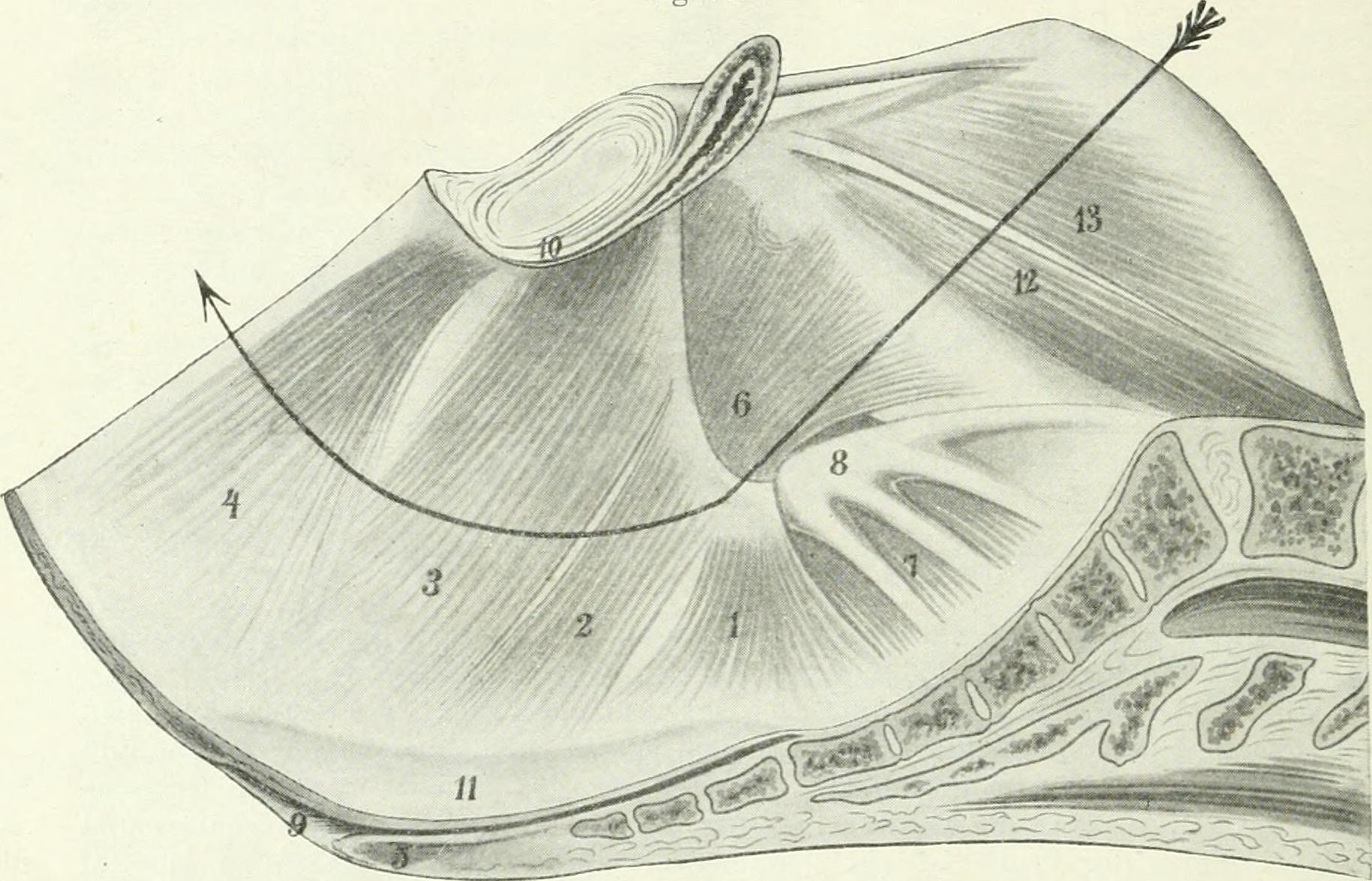
Родовой канал, отмечены: его ось; мышцы таза его формирующие: 1 — седалищно-копчиковая, 2 — подвздошно-копчиковая, 3 — лобково-копчиковая, 4 — луковично-губчатая мышца, 5 — наружный сфинктер ануса, 6 — внутренняя запирательная, 7 — грушевидная, 12, 13 — части подвздошно-поясничной; 8 — крестцовое нервное сплетение, 9 — анус, 10 — мочеиспускательный канал, 11 — прямая кишка

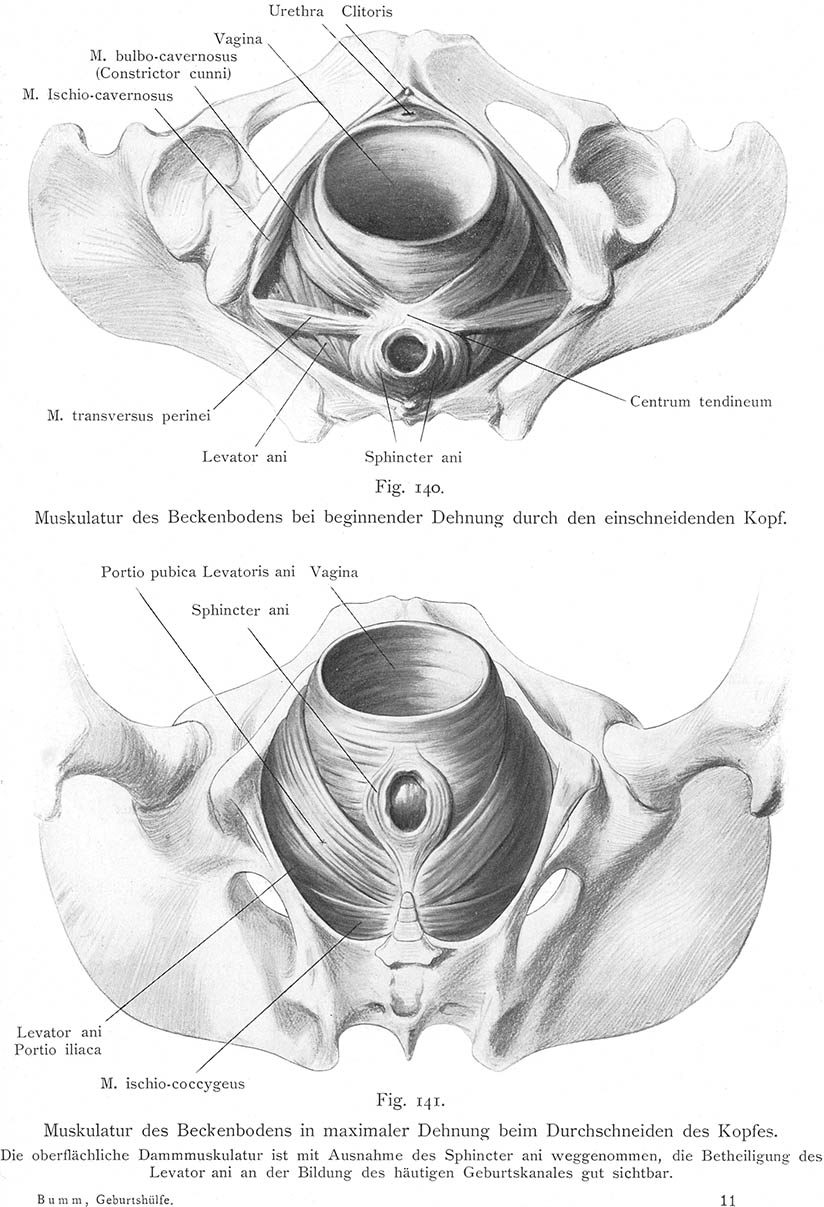
Рисунок мышц тазового дна и влагалища (вид снизу) в начале изгнания плода и при прорезывании головки

Совокупность основных движений, совершаемых плодом при прохождении через родовые пути, называется биомеханизмом родов и включает в себя вставление, продвижение, сгибание головки, внутренний поворот головки, разгибание головки, наружный поворот головки и изгнание плода.
В дидактических целях различные моменты биомеханизма родов рассматривают так, будто они происходят по отдельности, но на самом деле все они тесно связаны и осуществляются одновременно. Действительно, сгибание, разгибание и повороты головки невозможны, если в то же время плод не движется вниз по родовому каналу. К тому же сократительная деятельность матки влияет на членорасположение плода, особенно после того, как головка опустилась в полость малого таза — плод распрямляется, а конечности плотнее прижимаются к туловищу. Таким образом, плод из яйцевидной формы приобретает цилиндрическую и во всех своих частях (головка, плечики, тазовый конец) имеет примерно одинаковый размер.

### При головном предлежании

#### Врезание головки
Преодоление большим сегментом головки (максимальной окружности головки при данном виде предлежания — при затылочном предлежании большим сегментом будет малый косой размер головки) входа в малый таз называется её вставлением.

##### Асинклитизм
Стреловидный шов головки плода стремится вступить в малый таз через поперечный размер плоскости входа, однако на практике может, оставаясь параллельным этому размеру, лежать не строго между мысом и лобковым симфизом, а смещаться либо назад, к мысу, либо вперёд, к симфизу. Такие боковые наклоны головы со смещением стреловидного шва вперёд или назад называются асинклитизмом.
Небольшой асинклитизм обычен для нормальных родов, но выраженный асинклитизм опасен несоответствием между размерами головки плода и нормального таза роженицы (клинически (функционально) узкий таз).

#### Продвижение (трансляция)
Поступательное движение плода по родовому каналу — первейшее условие нормальных родов. У нерожавших женщин вставление головки возможно ещё до родов, однако дальнейшего опущения плода не произойдёт пока не начнётся второй период родов (период изгнания). У многорожавших продвижение плода совпадает со вставлением. Сил, обеспечивающих продвижение плода по родовому каналу, несколько:
1. давление околоплодных вод,
2. непосредственное давление дна матки на тазовый конец плода во время схваток,
3. сокращение поперечнополосатой мускулатуры брюшного пресса во время потуг, и
4. разгибание тела плода.

#### Первый момент биомеханизма родов. Сгибание головки
Стреловидный шов устанавливается в поперечном размере плоскости входа в малый таз.

#### Второй момент биомеханизма родов. Внутренний поворот головки
Внутренний поворот головки начинается в плоскости широкой части малого таза и заканчивается в плоскости выхода из малого таза. Головка устанавливается в прямом размере стреловидным швом в плоскости выхода из малого таза.

#### Третий момент биомеханизма родов. Разгибание головки
Появляется точка фиксации. При головном предлежании-подзатылочная ямка. Эта точка фиксируется у нижнего края лонного сочленения. Рождается головка.

#### Наружный поворот головки
Рождённая головка, стремясь вернуться в естественное положение, поворачивается в обратную сторону: если до внутреннего поворота затылок был направлен влево, то и теперь он поворачивает налево, к левому седалищному бугру; если был направлен вправо, то и поворачивает вправо, к правому седалищному бугру. Дальнейший поворот головки происходит за счёт внутреннего поворота плечиков, которые устанавливаются межакромиальным размером в прямом размере выхода из малого таза. При этом одно (переднее) плечико заходит за лобковый симфиз, а второе (заднее) плечико ложится на переднюю поверхность крестца. Внутренний поворот плечиков осуществляется под действием тех же сил, которые вызывают внутренний поворот головки.

#### Четвёртый момент биомеханизма родов. Изгнание плода
Четвёртый момент биомеханизма родов звучит так: Внутренний поворот плечиков и наружный поворот головки личиком к бедру матери, противоположенный позиции плода. Плечики устанавливаются в поперечном размере плоскости входа в малый таз. Поворот начинается в плоскости широкой части малого таза и заканчивается в плоскости выхода из малого таза. Плечики устанавливаются в прямом размере плоскости выхода из малого таза. Переднее плечико фиксируется у нижнего края лонного сочленения, происходит сгибание в грудном отделе позвоночника плода, рождается заднее плечико, затем переднее плечико, а затем рождается и весь плод.

## Обезболивание родов
В процессе родов роженица может испытывать болезненные и болевые ощущения. Часть специалистов утверждает, что можно не только снизить боль при родах, но и вовсе избежать её, поскольку основные сигналы боли идут вовсе не из области матки, а продуцируются корой головного мозга вследствие стрессовой обстановки и страхов неподготовленной женщины (так называемые кортикогенные боли). Тем не менее, из-за этих болевых ощущений у женщины может нарушиться сердечная деятельность и дыхание, длительная боль может привести к преждевременному утомлению, прекращению сокращений матки, недостатку кислорода у плода (гипоксии). В случае необходимости роженица может прибегнуть к фармакологическому (лекарственному) обезболиванию, а также регионарной или общей анестезии. Также существуют нелекарственные методы обезболивания родов (психофизиопрофилактическое воздействие), основанные на разработках советских учёных (гипносуггестивные методики К. И. Платонова и А. Ю. Лурье, психопрофилактический метод И. З. Вельвовского, опирающийся на разработки Бехтерева и Платонова, а также основанный на нём метод Ламаза, распространённый в западных странах). Однако применение нелекарственных методов анальгезии в современном акушерстве ограничено по причине высокой вероятности лишь частичного обезболивания, отсутствия у врачей необходимого опыта и недостаточной мотивации.

## Патологические роды
Патологические роды могут быть вызваны тремя основными причинами: аномалиями положения и предлежания плода, аномалиями родовой деятельности, а также аномалиями мягких тканей родовых путей и костей таза. Кроме того, также можно выделить другие факторы, такие как послеродовое кровотечение, стремительные роды, внутриутробная гипоксия, выпадение пуповины, преждевременная отслойка нормально расположенной плаценты, разрыв матки, задержка частей плаценты в матке и выворот матки.

## Послеродовой период

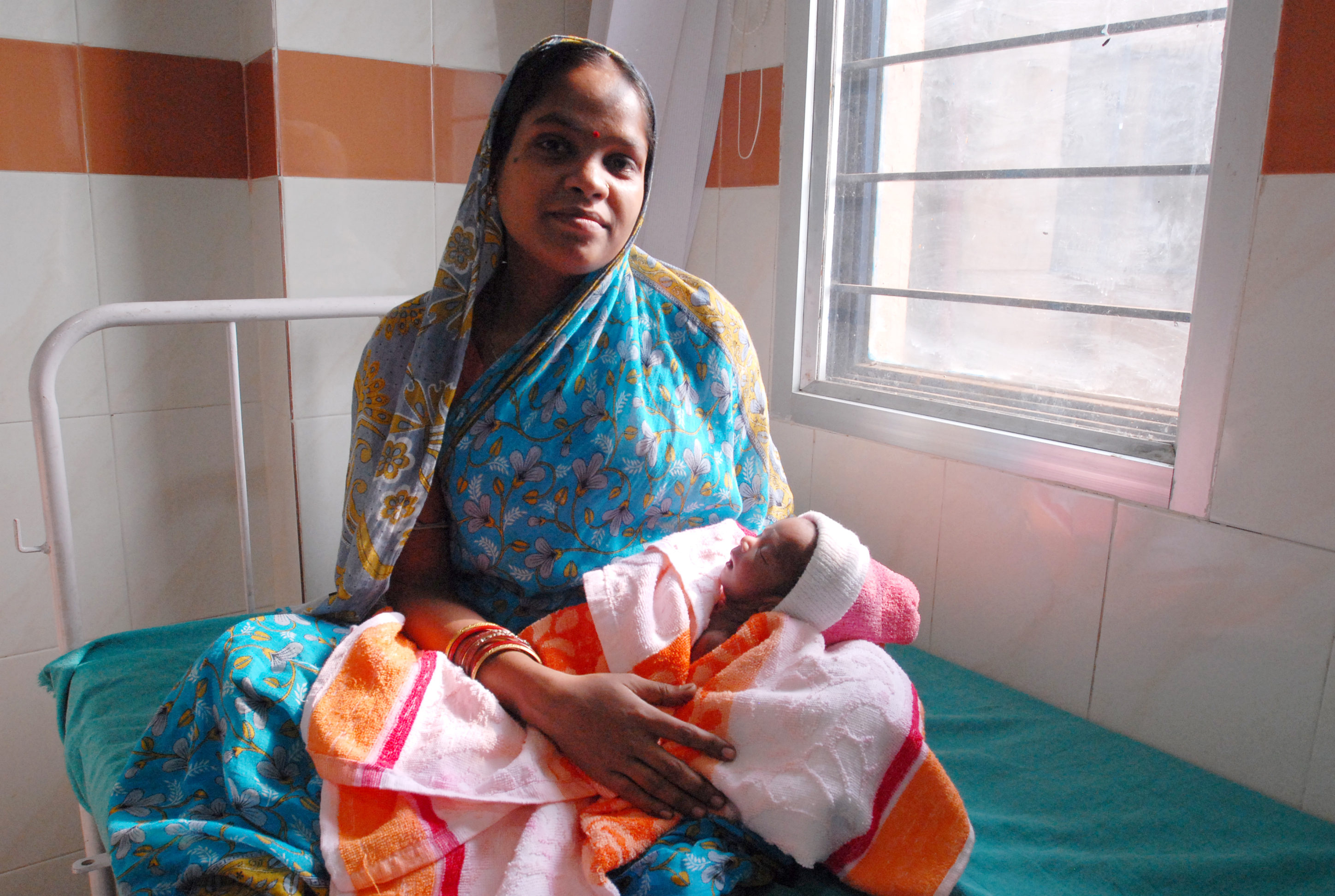
Мать с новорождённым (Одиша, Индия)

После окончания родов (рождения последа) в послеродовом периоде в организме женщины происходит ряд физиологических изменений, связанных с перестройкой организма после беременности и родов. Некоторые признаки, которые отличают женщину, родившую ребёнка, от нерожавшей, остаются на протяжении всей жизни. Так, например, молочные железы изменяются в размере и форме, шейка матки приобретает цилиндрическую форму, наружный маточный зев становится щелевидным, влагалище становится более ёмким. Кроме того, происходят определённые изменения в нервной, сердечно-сосудистой, эндокринной и других системах организма.

### Патология послеродового периода
В этот период у некоторых женщин могут наблюдаться преходящие функциональные отклонения или возникнуть патологические состояния, связанные, в том числе с патологией беременности или родов. Послеродовые заболевания могут быть разделены на несептические и септические. Несептические заболевания включают послеродовую нефропатию, эклампсию и послеродовое кровотечение (включая гипотонические и атонические кровотечения в раннем периоде). Септические послеродовые заболевания (историческое название -  «Родильная горячка») являются основной группой и связаны с проникновением микробов через раневые поверхности после родов или активацией условно-патогенной микрофлоры из-за ослабления иммунитета. Септические послеродовые заболевания могут быть ограничены областью родовой раны (лохиометра, эндометрит, послеродовая язва) или распространяться за её пределы (сальпингоофорит, метротромбофлебит, параметрит и другие). Они могут быть локализованными или общими, включая прогрессирующий тромбофлебит, перитонит, сепсис и послеродовой мастит. К особой группе относятся психические расстройства, связанные с послеродовым периодом: постнатальная депрессия, послеродовой психоз и посттравматическое стрессовое расстройство, связанное с родами
.
Некоторые из них могут возникнуть и после кесарева сечения или спонтанных абортов на поздних сроках.

## В различных культурах

### Русские и белорусы
У русских и белорусов повсеместно было принято рожать в бане, таким образом «нечистый» акт родов выводили из «чистого» жилого помещения. Роды происходили в бане в присутствии повивальной бабки, которая совершала там ритуальные действия и произносила заговоры и приговоры. В бане происходило и ритуальное обмывание младенца, имевшее очистительное значение как в прямом, так и в магическом смысле.

### Индейцы Колумбии

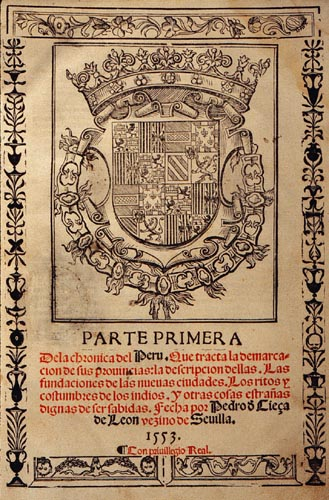
Первая часть книги «Хроника Перу», (1553).

В 1553 году в книге «Хроника Перу» историком Педро Сьеса де Леоном впервые в известной нам литературе была отмечена разница в восприятии процесса родов людьми различных цивилизаций — европейской и индейской (и также впервые задокументировано применение элементов методики водных родов):

За этой провинцией на востоке находится выше уже названая горная местность, называющаяся Анды [los Andes], сплошь состоящая из крупных гор… По всем этим краям, как и по всем Индиям [Америке], женщины рожают без повитух; при родах сами роженицы идут омываться в реке, то же самое делая и с новорождёнными, и в тот момент они не остерегаются ни ветра, ни сырости, — таковые им не вредят. И я видел, что меньше боли испытывают пятьдесят этих женщин, желающих родить, чем одна единственная из нашего [испанского] народа. Не знаю, дар ли это одних, или животная сущность других.
Оригинальный текст (исп.)Adelante de esta provincia a la parte de Oriente está la montaña de suso dicha, que se llama de los Andes, llena de grandes sierras... Por todas estas partes las mujeres paren sin parteras, y aun por todas las más de las Indias, y en pariendo, luego se van a lavar ellas mis mas al río, haciendo lo mismo a las criaturas, y ora ni momento no se guardan del aire ni sereno, ni les hace mal. Y veo que muestran tener menos dolor cincuenta de estas mujeres que quieren parir, que una sola de nuestra nación. No sé si va en el regalo de las unas, o en ser bestiales las otras.
— Сьеса де Леон, Педро. Хроника Перу. Часть Первая. Глава XIX.